# Награда Франц Кафка
Награда Франц Кафка (чеш. Cena Franze Kafky) је међународна књижевна награда која се додељује у част Франца Кафке. Награда је први пут додељена 2001. године, а организује је Друштво Франц Кафка и град Праг, Чешка Република.
Мисија Награде Франц Кафка је да награди уметнички изузетно књижевно дело савременог аутора чије дело се допада читаоцима без обзира на порекло, националност и културу, баш као и дело Франца Кафке.

## О награди
Награду Франц Кафка додељује Друштво Франц Кафка на основу одлуке међународног жирија. Свечана церемонија одржава се у репрезентативним просторијама Старе градске куће увек крајем октобра поводом државног празника Чешке. Лауреат добија новчану суму од 10.000 долара, диплому и бронзану статуету која предтавља макету Статуе Франца Кафке уметника Јарослава Роне. Награда се често назива „Кафкина награда”.
Награда је стекла одређени престиж средином 2000-их тако што је наговестила Нобелову награду када су два њена добитника исте године добила Нобелову награду за књижевност, Елфриде Јелинек (2004) и Харолд Пинтер (2005).
Критеријуми књижевног дела за добијање награде су „хуманистички карактер и допринос културној, националној, језичкој и верској толеранцији, његов егзистенцијални, ванвременски карактер, његову општељудску ваљаност и способност да преноси сведочанство о нашем времену.“

## Добитници награде
| Година | Фотографија | Победник                  | Националност         | Језик           | Жанр                                               | Референца     |
| ------ | ----------- | ------------------------- | -------------------- | --------------- | -------------------------------------------------- | ------------- |
| 2022   |             |                           |                      |                 |                                                    |               |
| 2021   |             | Иван Вискочил (1929−)     | Чешка                | чешки           | роман, драма                                       | [ 4 ]         |
| 2020   |             | Милан Кундера (1929−)     | Француска/ Чешка     | француски/чешки | роман, приповетка, поезија, есеј, драма            | [ 5 ]         |
| 2019   |             | Пјер Мишон (1945−）       | Француска            | француски       | роман, приповетка                                  |               |
| 2018   |             | Иван Верниш (1942−）      | Чешка                | чешки           | поезија, превод                                    | [ 6 ]         |
| 2017   |             | Маргарет Атвуд (1939−）   | Канада               | енглески        | поезија, роман, приповетка, књижевна критика, есеј | [ 7 ]         |
| 2016   |             | Клаудио Магрис (1939−）   | Италија              | италијански     | есеј, превод, роман, приповетка                    | [ 8 ]         |
| 2015   |             | Едвардо Мендоса (1943−）  | Шпанија              | шпански         | роман, приповетка, драма, есеј                     | [ 9 ]         |
| 2014   |             | Јен Лијанке (1958−)       | Кина                 | кинески         | роман, приповетка                                  | [ 10 ]        |
| 2013   |             | Амос Оз (1939−2018)       | Израел               | хебрејски       | роман, приповетка, есеј                            | [ 11 ] [ 12 ] |
| 2012   |             | Даниела Ходорова (1946−） | Чешка                | чешки           | роман                                              | [ 2 ]         |
| 2011   |             | Џон Банвил (1945−）       | Ирска                | енглески        | роман, приповетка, драма, сценарио, есеј           | [ 13 ]        |
| 2010   |             | Вацлав Хавел (1936−2011)  | Чешка                | чешки           | поезија, драма, есеј                               | [ 14 ]        |
| 2009   |             | Петер Хандке (1942−）     | Аустрија             | немачки         | роман, поезија, есеј, приповетка, сценарио, драма  |               |
| 2008   |             | Арношт Лустиг (1926−2011) | Чешка                | чешки           | роман, приповетка, драма, сценарио                 | [ 15 ]        |
| 2007   |             | Ив Бонфоа (1923−2016)     | Француска            | француски       | поезија, есеј, превод, приповетка, историја        | [ 16 ]        |
| 2006   |             | Харуки Мураками (1949−）  | Јапан                | јапански        | роман, приповетка, есеј, мемоари                   | [ 17 ]        |
| 2005   |             | Харолд Пинтер (1930−2008) | Уједињено Краљевство | енглески        | драма, сценарио                                    |               |
| 2004   |             | Елфриде Јелинек (1946−）  | Аустрија             | немачки         | роман, поезија, драма, превод                      |               |
| 2003   |             | Петер Надаш (1942−）      | Мађарска             | мађарски        | драма, есеј, роман                                 | [ 18 ]        |
| 2002   |             | Иван Клима (1931−）       | Чешка                | чешки           | роман, драма, мемоари                              | [ 19 ]        |
| 2001   |             | Филип Рот (1933−2018)     | Сједињене Државе     | енглески        | роман, приповетка, мемоари, есеј                   |               |